# Тодор Живков
 Тази статия е за българския политик.  За фолклориста вижте Тодор Живков (фолклорист).  
То̀дор Хрѝстов Жѝвков е политик от Българската комунистическа партия (БКП), който между 1954 и 1989 година оглавява тоталитарния режим в Народна република България (НРБ). През този период той заема различни ръководни постове – първи секретар (1954 – 1981) и генерален секретар (1981 – 1989) на ЦК на БКП, председател на Министерския съвет на НРБ (1962 – 1971) и председател на Държавния съвет на НРБ (1971 – 1989). Кмет на София (27 май – 1 ноември 1949). Определян е като диктатор.
Като участник в партизанското движение ползва псевдонима Янко. По време на управлението си и след това е известен с прозвищата Бай Тошо, Тато, Първия и Бившият Първи (тъй като е бил генерален (първи) секретар на ЦК на БКП).

## Биография

### Произход и младежки години
Роден е на 7 септември 1911 г. в село Правец, Орханийско, в средно заможно семейство. Той е най-голямото дете на Христо и Маруца Живкови – след него се раждат брат му Георги и сестра му Цветана.
Дядо му Тодор по бащина линия е пъдар в Правец, а баба му Вуна е много набожна и има роднини във Влашко. Баща му Христо Живков, макар да притежава земеделска собственост, опитва да се занимава и с други дейности – работи като кожухар, прекарвайки зимите в работилници в Габрово, продава дървен материал в полските села на Северна България, опитва се да започне производство на овче сирене. Участва в Балканските и Първата световна война и получава подофицерско звание.
Майка му Маруца Живкова е от сравнително заможното семейство Гергови, преселило се в Правец от Сомовит и отворило хан и кръчма на шосето от София за Варна. След женитбата им семейството се премества в близкия град Орхание. За разлика от съпруга си, който получава начално образование, тя не е ходила на училище, но говори добре български и влашки.
Живков започва образованието си в родното си село, като повтаря 1-во отделение (сега 1-ви клас). В годината, когато завършва началното си образование, в селото е открита прогимназия, където продължава да учи. За кратко прекъсва обучението си по финансови причини поради заболяване на баща му, като се опитва да работи във фабрика за керемиди в Горни Богров, но скоро се връща в Правец и през 1926 година завършва прогимназия. След това учи в гимназията в Орхание, където живее през седмицата, а в събота след училище и в неделя е в Правец. В гимназията се включва в местна група на Въздържателното движение. Там участва в организирането на ученическа стачка, за което има неприятности с полицията и, въпреки успеха на стачката, през 1929 година е принуден да напусне училището и заминава за София.
През есента на 1929 година Тодор Живков се записва в Графическото училище при Държавната печатница. Докато учи там през следващите години, се издържа, работейки като келнер в ресторанти. Живее в сграда, давана под наем на ученици и студенти, на улица „Петрохан“ 17 в кв. Подуяне.
Малко след постъпването си в Графическото училище Живков става член на Българския комунистически младежки съюз – младежка организация на БКП, като известно време е секретар на нейна местна организация в училището. През лятото на 1931 година е арестуван, след като при закриването на комунистическо събрание от полицията удря по главата с тухла началника на полицейски участък, но по неясни причини е освободен, без да бъде съден. На 1 май 1932 година отново е арестуван за кратко. Завършва Графическото училище през 1932 година, след което постъпва на работа като букволеяр в Държавната печатница.

### Политическа дейност до 9 септември 1944 г.

#### Софийска организация на БКП
През лятото на 1932 година Тодор Живков е приет за член на Българската комунистическа партия (тесни социалисти) при набирането на т.нар. „Кофарджиев набор“, наречен на убития предишната година комунистически функционер Никола Кофарджиев. Малко след това оглавява смятаната за голяма (30 – 40 души) партийна организация в Държавната печатница, а през есента става член на II районен комитет на партията в Подуяне, отговарящ за пропагандата. Според официалните му биографии през следващата година му е възложено да координира демонстрациите в София в подкрепа на Георги Димитров по време на Лайпцигския процес.
В края на 1933 година Живков е уволнен от Държавната печатница след конфликт с ръководството, защото настоява за създаване на кооперативен стол в предприятието, и през следващите месеци работи в частни печатници. През януари 1934 година отново е арестуван за кратко и е разпитван неколкократно, включително лично от високопоставения офицер в Държавна сигурност – Никола Гешев. След Деветнадесетомайския преврат през 1934 година няколкостотин работници в Държавната печатница са уволнени, а при връщането им на работа в края на годината сред назначените отново е и Тодор Живков. Междувременно през октомври отлага за 2-ри път военната си служба, представяйки документ, че е записан за студент в Свободния университет за политически и стопански науки (днес УНСС). В края на 1934 година става секретар на III районен комитет в кв. Лозенец и член на окръжния комитет на БРП (т.с.)
Многократните арести на Живков, които не водят до съществени последици за него, пестеливото им описание в автобиографичните му текстове и непълните полицейски досиета за него от онзи период предизвикват съмнения, че той е сътрудничил на властите. Партийни функционери, като Райко Дамянов и Борис Тасков, го обвиняват за разкриването и арестите на ръководството на окръжния комитет в София в края на 1934 година, за което според тях през следващата пролет той е изключен от партията. Според официалните биографии на Живков той само е отстранен от окръжния комитет заради несъгласието му с крайнолевия му уклон. В резултат от наложеното му партийно наказание – изключване или забрана да заема ръководни длъжности, той прекъсва работата си в БКП до 1942 година. По молба на самия Живков наказанието му е преразгледано и отменено през 1949 година.

#### Престой в провинцията
Малко след наложеното му партийно наказание Живков е взет в Трудова повинност и от 10 май до 19 октомври 1935 година служи в 6-а рота на 1-ва пехотна работна дружина, която работи по пътни строежи около София. Уволнен е по-рано от нормалния 8-месечен срок, като вероятно използва възможността за откупуване на оставащата му служба. След края на службата си като трудовак се връща на работа в Държавната печатница, а през 1936 – 1937 година работи в частната печатница „Стайков“. От 1937 до март 1938 година е секретар на районната организация на Работническия младежки съюз в Подуяне.
През пролетта на 1938 година Живков напуска работа и отива в павликенското село Дъскот, където приятелката му Мара Малеева получава работа като участъков лекар. През следващите месеци той живее там, без да работи, издържан от Малеева, като участва в самодейни театрални постановки. Съжителството им на съпружески начала предизвиква неодобрение в селото и през април 1939 година двамата сключват граждански брак в Павликени.
По това време Живков си поставя за цел да положи гимназиални зрелостни изпити, за да продължи образованието си в Софийския университет „Свети Климент Охридски“, което тогава не може да стане със завършеното от него средно техническо образование. През октомври 1938 година полага приравнителни изпити в Трета мъжка гимназия в София, след което през пролетта и есента на 1939 година прави опити да се яви на матурите в Павликенската гимназия, но му е отказано по бюрократични причини.
В края на 1939 година Малеева е назначена в пазарджишкото село Лесичово, където семейството прекарва няколко месеца. Там Живков оглавява самодейната театрална трупа и негови постановки получават положителни отзиви в местния печат. През февруари 1940 година Живков и Малеева напускат Лесичово и след кратки престои в Правец и чирпанското село Оризово през август се установяват в Говедарци край Самоков, където през следващите години Малеева е участъков лекар. Там Живков отново се занимава с читалищна самодейност. Според официалната му биография възстановява разпадналата се партийна организация в селото, но местни комунистически активисти отричат той да е проявявал политическа активност през периода, не е засегнат и от няколкото процеса срещу комунистически организации в района. По време на войната в Говедарци са разположени командни структури на армията и достъпът до него е строго контролиран, но Живков се движи свободно и често пътува извън селото.
През 1942 година в Говедарци се ражда дъщеря им Людмила, а малко след това семейството се установява в София. По онова време Живков успява да премине гимназиалните зрелостни изпити в Трета мъжка гимназия и се записва да следва право в Софийския университет, но няма данни да е посещавал учебни занятия там.

#### В партизанското движение
След продължителен период, в който няма достоверни сведения за участие на Живков в комунистически организации, през ноември 1942 година той става секретар на районния комитет на Комунистическата партия в софийския кв. Ючбунар. През юли 1943 година, след поредица от арести на комунистически функционери, е включен в софийския окръжен комитет, оглавяван по онова време от Георги Чанков.
Ролята на Тодор Живков в Партизанското движение е спорна, макар че по-късно той ѝ придава голямо политическо значение и официалната историография на режима често преувеличава нейното значение. От юни (април, по други сведения) 1943 година по решение на Софийския окръжен комитет на БРП Живков е включен в оглавявания от Лев Главинчев щаб на Първа Софийска въстаническа оперативна зона – факт, който е изцяло отричан от враждебни към него комунистически функционери като Петър Семерджиев. През следващите месеци Тодор Живков е основна връзка между окръжното партийно ръководство в София и действащия в Ботевградско Партизански отряд „Чавдар“. На този пост установява близки отношения с редица членове на отряда, които по-късно са сред близките му сътрудници в управлението – Добри Джуров, Йордан Йотов, Димитър Станишев, Христо Русков.
На 2 – 3 февруари 1944 година Тодор Живков се среща с ръководството на отряда „Чавдар“ в хижа „Владко“ под връх Мургаш, предавайки указания за масовизиране на партизанското движение – комунистическата историография нарича това събрание Трета мургашка конференция. На 2 април той отново пътува до хижата за т.нар. Четвърта мургашка конференция. Там той съобщава решението на Щаба на Първа Софийска въстаническа оперативна зона за окрупняването на отряда в Партизанска бригада „Чавдар“ с командир Добри Джуров. В последвалия период на активни мерки на царските власти срещу бригадата „Чавдар“ и разследвания срещу нейни членове в архивите на полицията не са запазени никакви сведения за Тодор Живков.
На 19 април Живков лично участва в мобилизирането на нова група партизани в Локорско и съседните села, като по негово нареждане е отменена планирана акция за снабдяването им с оръжие от близко военно поделение и групата. Междувременно от 26 април властите започват масирана акция срещу бригадата Чавдар, като основният удар е нанесен на 3 май, част от ръководителите са убити, а командирът Добри Джуров е тежко ранен. Самият Живков се намира встрани от основните бойни действия с група от около 40 партизани (Теренски батальон).
След разпръскването на бригадата „Чавдар“ Живков се придвижва с Теренския батальон към Якоруда. По онова време – през август според официалната му биография – той се сдобива с издаден от военното разузнаване открит лист с дата на издаване 3 май на името на Иван Томов, който му позволява да носи оръжие и да се придвижва свободно из страната. Такива документи са издавани на сътрудници на службата, но според Христо Русков той го получава срещу подкуп, даден на полковник от военното разузнаване. Живков разполага и с фалшива лична карта с името Янко Марков, откъдето идва и нелегалното му име Янко.
Спорно е също участието на Тодор Живков в Деветосептемврийския преврат. Според съвременната историография, в дните преди преврата Живков оглавява специално създадено Оперативно бюро към областната организация на БРП, натоварено с охрана на демонстрациите и трамвайната стачка в столицата и отделни функционери на Отечествения фронт. Официалните биографии на Живков от периода на управлението му, както и неговите мемоари, му приписват присъствие в Градската градина със задачата да превземе Министерството на войната, ако изпратените там военни части не се справят с това. Тази теза не се потвърждава от спомените на много участници в събитията, а някои дори пряко я отхвърлят като по-късна фалшификация. Според мемоарите на Симеон Христов, публикувани през 1982 година, двамата с Живков научават за успеха на преврата от изявлението на Кимон Георгиев по радиото, след което организират манифестация в кварталите „Стрелбище“ и „Иван Вазов“.

### Политическа дейност след Деветосептемврийския преврат от 1944 г.

#### В армията и милицията
Непосредствено след Деветосептемврийския преврат оглавяваното от Тодор Живков оперативно бюро, активни участници в което са бъдещите председатели на Народното събрание Владимир Бонев и Станко Тодоров, е превърнато в Щаб на Народната милиция в София със седалище в хотел „Славянска беседа“. Действащ успоредно с Дирекцията на милицията, Щабът е натоварен изключително с арести, разследване и тайни убийства, като играе активна роля в започналия масов терор срещу противниците на режима, а дейността му остава зле документирана. Там са отвеждани за първоначални разпити високопоставени „врагове на народа“ – бивши министри и депутати, висши военни и полицаи, като част от тях са избити.
На 19 септември е обявено разпускането на Щаба на Народната милиция, но в действителност той продължава да функционира до края на октомври. На 28 септември Живков е назначен с чин подполковник за главен инспектор в отдел „Униформена милиция и Учебно-подготвителен“ към Дирекция „Народна милиция“. Остава на тази длъжност до 1 декември. В Щаба на милицията подчинен на Живков е Мирчо Спасов, който по-късно става негово доверено лице в ръководството на Министерството на вътрешните работи. В своите мемоари, публикувани през 1997 година, Живков отрича личното си участие в терора, заявявайки: „През целия си живот съм се противопоставял на своеволието и извършването на насилие.“
Междувременно още на 11 септември 1944 година със заповед на регентите Живков получава военното звание подполковник, въпреки че през времето, в което е служил в армията като войник в трудови войски, има чин редник, а на 23 декември е повишен в полковник. Със заповед от 31 декември е назначен със задна дата, считано от 15 септември, за заместник-командир на Първи дивизионен артилерийски полк, но на практика не изпълнява длъжността си в частта, воюваща на фронта, а остава в София. Уволнен е официално от армията на 28 май 1945 година.

#### Политик в София
Живков се ориентира към кариера в структурите на Комунистическата партия. Член на Софийския окръжен комитет още отпреди 1944 г., в началото на 1945 година е избран за трети секретар на Областния комитет и е освободен от задълженията му в милицията, за да се съсредоточи върху партийната работа. На проведения от 27 февруари до 1 март 1945 г. Осми пленум е избран за кандидат-член на Централния комитет на партията, с което попада в кръга на висшата партийна номенклатура. През 1945 година за пръв път става народен представител, какъвто остава до 1990 година.
От 17 януари 1948 година Тодор Живков е първи секретар на Градския комитет на Комунистическата партия в София, както и председател на Градския комитет на Отечествения фронт. На 5-ия конгрес през декември същата година е избран за член на Централния комитет на партията, като остава негов член до 8 декември 1989 година. Това издигане става с протекциите на Вълко Червенков, който отговаря за софийската организация на партията в Политбюро – той се стреми да наложи влиянието си в нея, но изпитва недоверие към местните кадри със собствено влияние от времето преди завземането на властта.
Нов тласък в кариерата на Тодор Живков, извел го в централното партийно ръководство, дава активното му участие в кампанията срещу Трайчо Костов през 1949 година. Костов е организационен секретар на Централния комитет и най-високопоставеният партиен функционер в страната до завръщането от Съветския съюз на Георги Димитров през 1946 година. С някои свои действия предизвиква неодобрението на съветския лидер Йосиф Сталин, което довежда до продължителна публична кампания срещу него и набедени за негови сподвижници, завършила с показен съдебен процес и неговото обесване.
Живков ръководи софийската организация на Комунистическата партия по време на кампанията срещу Трайчо Костов, а от 27 май до 28 октомври 1949 година е и председател на Столичния градски народен съвет. Като член на Централния комитет той участва във всички етапи на кампанията и става първия партиен функционер, поискал публично смъртно наказание за „предателя“ Трайчо Костов.
На 20 октомври 1949 година Живков оглавява Организационно-инструкторския отдел на ЦК на БКП, а през януари 1950 година става секретар на ЦК на БКП, като запазва и поста си начело на Софийския градски комитет. По онова време е член на българската делегация за честванията на 70-годишния юбилей на Йосиф Сталин. Включва се активно в инициираната от Червенков публична кампания срещу художника комунист Александър Жендов и на 19 февруари публикува остро критична статия срещу него в официоза „Работническо дело“. През ноември е избран за кандидат-член на Политбюро. По онова време е сред множеството партийни функционери, разследвани по подозрения в политическа нелоялност.

#### Секретар на ЦК
Като секретар на Централния комитет Тодор Живков отговаря и за селскостопанската политика, която тогава има голямо значение за режима заради започващата колективизация. През март 1951 година той е изпратен лично в Кула, където след указания на Сталин за забавяне на колективизацията голяма част от местното партийно ръководство е арестувана заради извършваните през предходните месеци насилия. Започват Кулските събития, при които хората в много села масово напускат новосъздадените ТКЗС-та. На 21 март Живков се опитва да говори на селско събрание в Грамада, но е освиркан от събралите се селяни, а на следващия ден лично се включва в конфискуването на животни и инвентар от хората, заплашвайки ги с пистолета си. При последвалите репресии към 3500 души от региона са изпратени в затвора, а други 3500 души са интернирани в други части на страната. Въпреки това ликвидираните ТКЗС не са незабавно възстановени, а безредиците довеждат до временно прекъсване на кампанията по колективизация в цялата страна. През следващите месеци на Живков е възложено и прилагането на въведените в резултат от Кулските събития извънредни мерки за стабилизиране на влиянието на режима в крайграничните райони.
Живков не понася отговорност за тези неуспехи на режима – напротив, възложена му е проверка, завършила с обвинения в „антипартийна и вражеска“ дейност срещу члена на Политбюро и земеделски министър Титко Черноколев. След изнесения от Живков доклад на пленум на Централния комитет през юни 1951 година Черноколев е отстранен, а Тодор Живков заема мястото му в Политбюро, запазвайки и секретарския си пост. По онова време само 4 други партийни функционери имат такава позиция – лидерът Вълко Червенков, също Георги Чанков, Георги Цанков и Владимир Поптомов.

#### В Политбюро на ЦК
След като се утвърждава в централното партийно ръководство като член на Политбюро и секретар на Централния комитет, през следващите няколко години Тодор Живков е сред най-близките сътрудници на лидера Вълко Червенков. По онова време започва да организира около себе си кръг от технически сътрудници, който с неговото издигане във властта придобива значително влияние. Първи сред тях в края на 1950 година е Нико Яхиел, а малко по-късно се присъединява и Милко Балев.
Съпругата му Мара Малеева, която след 9 септември 1944 г. се отказва от лекарската си кариера, макар и да не заема официални постове, по думите на самия Тодор Живков е сред най-близките му сътрудници още от избирането му за секретар на Централния комитет през 1950 година. С неговото издигане през следващите години нейните 2 братя правят бърза кариера – Атанас Малеев е дългогодишен ръководител на Медицинска академия и заместник-министър на здравеопазването, а Найден Малеев е съдия във Върховния съд.
Тодор Живков завежда секретариата на ЦК на БКП от 1953 г.

#### Начело на БКП
На пленум след 6-ия конгрес на БКП (4 март 1954) е избран за първи секретар на ЦК на БКП, на която длъжност остава до 4 април 1981 г. Той е поставен на този пост като фиктивен ръководител от подложения на натиск от Съветския съюз лидер Вълко Червенков, който запазва контрол над управлението като фактически ръководител на Политбюро и министър-председател. Другата кандидатура за поста е Райко Дамянов, но Живков е предпочетен както заради близостта му с Червенков, така и с подкрепата на влиятелния член на Политбюро Георги Чанков.
След избирането на Живков за първи секретар групата от негови технически сътрудници е реорганизирана в негов кабинет, оглавяван от 1954 до 1986 година от Милко Балев. Кабинетът, състоящ се от 4 – 5 души, няма формална роля в политическата йерархия, но го подпомага в ежедневната му работа, като по този начин има значителен принос към неговите решения.
През юни 1955 година на посещение в България е първият секретар на съветската комунистическа партия Никита Хрушчов, по време на което става ясно, че той вероятно ще оглави Съветския съюз след период на вътрешни междуособици, както и че при такова развитие Червенков вероятно ще бъде заменен с Живков. В началото на следващата година Червенков заминава на продължително лечение в Москва, а в София започва подготовка за отстраняването му.
На Априлския пленум на ЦК на БКП (2 – 6 април 1956), на който Вълко Червенков е критикуван за създаване на култ към личността, в съзвучие с решенията на ХХ конгрес на КПСС и политиката на Никита Хрушчов, Тодор Живков се затвърждава като единствен лидер на БКП. Въпреки това положението му остава несигурно – за момента получава подкрепата на група влиятелни функционери около Антон Югов и Георги Чанков, но вътрешните интриги продължават и от решаващо значение остават отношенията със съветското ръководство. Още през лятото на 1956 година са отстранени открити критици на Живков, като Йонко Панов и Борис Копчев. След като през лятото на 1957 година Хрушчов окончателно отстранява съперниците си в партийното ръководство, подобни действия предприема и Тодор Живков. През юли с подкрепата на Антон Югов е разкритикуван Георги Чанков, от партийното ръководство е изваден и Добри Терпешев.
През 1957 г. Политбюро начело с Тодор Живков, приема специално решение (навръх Рождество Христово) относно: „Мерките за засилване и подобряване на атеистическата пропаганда в страната“. „Българската православна църква, която в миналото беше тясно свързана с капиталистическата класа, започна да търси реални пътища за сближаване и сътрудничество с народнодемократичната държава. Тя се солидаризира с редица мероприятие на правителството по вътрешната и външна политика на страната – обяви се за укрепване на българо-съветската дружба“, се посочва в документа.
Според Политбюро на ЦК на БКП през 1957 г. БПЦ вече е пристъпила към „провеждане на една лоялна политика спрямо социалистическата държава“.
Комунистическата върхушка обаче отчита, че е проявено „подценяване на идеологическата борба срещу реакционните религиозни възгледи, а на много места в страната тази задача беше напълно изоставена". Отчитайки недостатъците на антирелигиозната пропаганда Политбюро набелязва редица мерки, сред които:
- задължава партийните комитети и организации за засилване на атеистическата пропаганда;
- приема твърдо придържане към тактиката на Ленин за избягване на оскърбление на вярващите, защото това води до укрепване на „религиозния фанатизъм“;
- да се води борба за утвърждаването на новите празници, свързани с победата на социалистическата революция у нас и с българо-съветската дружба, с новия социалистически бит на трудещите се – 9 септември, 7 ноември, 8 март, 1 май и др.;
- Съюзът на българските писатели да вземе мерки за написване на художествени произведения с дълбок атеистичен характер, разкриващи реакционната роля на църквата през определени исторически периоди;
- БАН да предприеме издаването на сборници и монографии посветени на историята и теорията на пролетарския атеизъм и др.;[68]

Сред първите стъпки на Живков начело на режима е възстановяването на закрития малко по-рано концентрационен лагер „Белене“, повод за което стават опасенията от разпространение в други комунистически страни на събития, подобни на Унгарското въстание.
През 1958 година, по време на Седмия конгрес на БКП, Тодор Живков получава силна подкрепа от пристигналия в София и вече утвърдил се като съветски лидер Никита Хрушчов, който многократно демонстрира публично личната си подкрепа към Живков. Той от своя страна също постоянно подчертава лоялността си към Съветския съюз и лично към Хрушчов. Така, по време на Международната среща на комунистическите и работнически партии в Москва през 1960 година, белязана от нарастващото напрежение между Съветския съюз и Китай, Живков произнася 2 речи (включително импровизирана след изказването на китайския представител Дън Сяопин), в които подкрепя съветската позиция и Хрушчов, „спечелил уважението и любовта на трудещите се от целия свят“, и критикува остро „фракционната дейност“ на китайците. Близостта на Живков с Хрушчов, включително след неговото отстраняване, се проявява и в личния му стил – външен вид и облекло, стил на речите, стремеж да демонстрира непринуденост.
През есента на 1958 година Тодор Живков обявява политика за „скок“ в икономиката, поставяйки си още по-амбициозни цели от приетия месеци по-рано на Седмия конгрес петилетен план. Целта е бърза индустриализация и удвояване (дори утрояване) на селскостопанското производство. Част от мерките за нейното постигане са уедряване на вече създадените ТКЗС и псевдонаучни агрономични методи, като т.нар. „торови саксийки“ и „ломски ямки“. Някои от тези идеи така и не се реализират, а неефективната икономика предизвиква продължителната Дългова криза от 1958 – 1962 година.
В началото на 1961 година от партията е изключена т.нар. Група на Куфарджиев с единствените критици на Живков, които не заемат неосталинистки или маоистки позиции.

#### Министър-председател
Тодор Живков окончателно се утвърждава начело на режима след XXII конгрес на КПСС в края на 1961 година. През ноември от правителството и Политбюро е изключен бившият лидер Вълко Червенков, а през ноември 1962 година след критики към дейността на „Държавна сигурност“ през 1949 – 1956 година са отстранени Руси Христозов, Георги Цанков и Антон Югов, който е заменен като министър-председател от самия Живков. На мястото на отстранените при чистките са поставени лоялни към него функционери.
За разлика от Червенков, който в периода 1954 – 1956 година превръща Министерския съвет в опора на властта си, при Живков апаратът на Централния комитет винаги има водещата роля в управлението. Дори след като става министър-председател, той продължава да работи главно в сградата на Централния комитет и много рядко председателства лично заседания на Министерския съвет, като тази роля обикновено изпълнява вицепремиерът Живко Живков.
През 1962 година висшият офицер от Държавна сигурност Димитър Капитанов разкрива държаният в тайна и действащ без писмен регламент и под прякото ръководство на близкия до Живков генерал Мирчо Спасов Ловешки концентрационен лагер. Сведенията за жестоките условия в лагера са предадени на партийното ръководство, но тъй като Спасов се позовава на инструкции от самия Живков, случаят е потулен. Макар лагерът да е закрит и голяма част от ръководството на вътрешното министерство да е сменено, Мирчо Спасов запазва поста си на заместник-министър, а малко по-късно дори е повишен.
Понеже Живков е добре запознат с националноосвободителните борби на македонските българи и на революционната им организация ВМОРО/ВМРО и за разлика от Антон Югов, не е склонен към прилагане на масови репресии спрямо членувалите във ВМРО на Иван Михайлов. Така на Мартенския пленум на ЦК на БКП през 1963 година е сложен официално край на политиката на македонизация, продължила по инерцията от 1946 г. Пленумът става единственият случай в историята на НР България, когато управляващата партия е признавала грешките си и ги е критикувала. Тодор Живков е главният двигател по развитието на българската политика по македонския въпрос до 1989 г., независимо от недоволството на Титова Югославия, която в отговор провежда масова противобългарска пропагандна кампания. Към указанията му, чиято цел е защитата на териториалната цялост на България, се придържат стриктно партийните и държавните органи и обществените организации, както и политическите и държавните функционери, работещи по въпроса. Той е критикуван за възприемането на пасивна линия спрямо македонизиране на българите в Социалистическа република Македония и гърцизацията им в Егейска Македония, както и периодично налагане на цензура на журналистическите и научните публикации по Македонският въпрос.
Сред първите стъпки на Живков начело на правителството е да вземе решение за продажба на златния резерв на Българската народна банка, за да се изплатят българските дългове към съветски банки, като по този начин се сложи край на започналата през 1958 година Дългова криза. Причина за кризата е стопанската политика от предходните години, насочена към бърза индустриализация, финансирана до голяма степен с чужди, главно съветски кредити, и неспособността на българската икономика да постигне положителен търговски баланс. По-късно самият Живков казва, че „положението беше изключително критично в икономиката“.
Като средство за преодоляване на икономическите проблеми на 4 декември 1963 г. Тодор Живков лично внася предложение на пленум на ЦК на БКП България да отправи към ЦК на КПСС въпроса за по-нататъшно най-тясно сближаване и в перспектива присъединяване на Народна република България към СССР, превръщайки я в 16-а съюзна република на СССР. Макар че според тогавашното законодателство предложението представлява държавна измяна, пленумът го оценява като „забележителна проява на патриотизъм и интернационализъм“, което ще издигне „на качествено нова степен братската дружба и всестранното сътрудничество между нашата страна и Съветския съюз“. Предложението „да се създадат икономическите, политически и идеологически предпоставки за пълното обединение на двете наши братски страни“ е единодушно одобрен от пленума и подписан лично от Тодор Живков. Изготвено е писмо до Хрушчов с предложението за „сливане“, което трябва да остане в тайна, докато присъединяването бъде добре подготвено, защото според Живков „великобългарският шовинизъм е много дълбоко вкоренен в некои среди и хора в нашата страна“.
Макар че предложението за присъединяване на България към Съветския съюз е отхвърлено от СССР, то затвърждава образа на Живков като изцяло лоялен към Москва и го поставя в благоприятна позиция, когато през октомври 1964 година Никита Хрушчов е отстранен. Смяната на Хрушчов предизвиква надежди за сходно развитие и в България сред някои партийни функционери и на пленум на ЦК на БКП през декември завеждащият Военния отдел генерал Иван Бъчваров иска оставката на Живков. Предложението не е прието от пленума, но е отхвърлено и предложението на Живков за отстраняване на Бъчваров. Малко по-късно Бъчваров е изпратен за посланик в Берлин, след което загива в самолетна катастрофа.
Още през декември 1964 година Живков заминава за Москва в стремежа си да установи лични отношения и да получи политическата подкрепа на новия съветски лидер Леонид Брежнев. През октомври 1965 година провежда официална среща с него. Живков продължава политиката си от предходния период на безпрекословна подкрепа на съветската политика, срещу която търси гаранции за собствената си позиция, както и търговски отстъпки в подкрепа на изпитващата постоянни затруднения българска икономика.
Смяната на Хрушчов в Съветския съюз окуражава неосталинистката вътрешна опозиция в БКП – през април 1965 година е разкрита и ликвидирана опозиционна група, съставена главно от висши офицери, начело с Иван Тодоров-Горуня (предлагал сближаване с Китайската народна република), а през 1967 година – друга група от стотина души, наричана Благоевско-Димитровска комунистическа партия.
През август 1968 година Живков подкрепя военната интервенция в Чехословакия на сили на ОВД начело със СССР за ликвидиране на Пражката пролет, като 2 български полка са поставени под съветско командване за участие в овладяването на реда и окупацията на страната.

#### Председател на Държавния съвет
След приемането на новата конституция през 1971 година Тодор Живков става председател на новосъздадения Държавен съвет на Народна република България (фактически държавен глава). През същата година 60-годишният му юбилей е отбелязан с публични мероприятия в цялата страната, а по този повод Живков е награден с най-престижния съветски орден „Ленин“.
Промяната в длъжността на Живков укрепва позицията му начело на режима, заемайки най-високата държавна длъжност, като запазва контрола върху изпълнителната власт – през следващите години сменя няколко министър-председатели, без да губи пряк контрол върху тяхната работа. Както и в предходните години, той работи главно в сградата на Централния комитет, чийто апарат организира осъществяването на политическите и управленските решения от държавните органи. Живков държи да осъществява пряк контрол върху военното и вътрешното министерство, включително Държавна сигурност, измествайки на заден план Министерския съвет и дори министър-председателя.
През този период се развива култ към личността му, особено силно изразен при масовото отбелязване на юбилеите му през 1971, 1976 и 1981 година. Култът придобива гротескни форми с преувеличаване на ролята на Живков в партизанското движение, изразен в художествената литература и във филми като емблематичния „Човек от народа“ от 1981 г., който е посветен на 70-годишния юбилей на Живков.
През октомври 1971 година умира съпругата му Мара Малеева, която, макар и да не заема официални постове, в продължение на години е негов близък сътрудник в работата му. Дотогава тя се противопоставя на издигането на децата им на политически постове, но след нейната смърт Живков осигурява бърза кариера на дъщеря им Людмила Живкова, която от 1976 година ръководи културния сектор, а от 1979 година е и член на Политбюро. Бързото издигане на дъщеря му прави лошо впечатление в комунистическите среди и, приемано за слабост от негова страна, уврежда личния авторитет на Тодор Живков.
През 1973 година Тодор Живков прави за втори път предложение (след първото през 1963 г.) за ликвидиране на българската държава чрез „сливането“ ѝ със СССР. То се обсъжда на пленума на ЦК на БКП от 17 до 19 юли 1973 г., като членовете на ЦК приветстват идеята и възхваляват Живков за предлагането ѝ чрез документа „Основни насоки за развитието на всестранното сътрудничество със СССР в етапа на изграждане на развито социалистическо ощество в НРБ“. В документа от 20 страници се разяснява също как БКП трябва да възпитава българския народ с оглед на предстоящото му включване в редовете на изграждащата се единна съветска нация. Посочва се, че владеенето на руски език става вече задължително за гражданите на НРБ. Превъзпитанието им трябва да протича в „дух на любов и преданост към СССР и в синовна признателност и вярност към съветския народ“. За отбелязване е, че в този случай не е била проведена дори задължителната предварителна консултация с Брежнев и ЦК на КПСС. Тодор Живков предупреждава документът да не бъде публикуван и да не бъде съобщаван дори на партийните членове в своята цялост. През септември съветският лидер Леонид Брежнев посещава София и е решено да не се съобщава за споразумението за присъединяване на България към Съветския съюз. То обаче не се осъществява и така българската държава запазва формално своята самостоятелност.
През 70-те години на XX век Тодор Живков изгражда изключително близки отношения с Леонид Брежнев. За тази цел прави редовни подаръци на членове на неговото семейство – луксозни дрехи, бижута, ваканции в България. Установява се традиция всяка година той, както и партийните лидери на другите страни от ОВД, да се среща с Брежнев по време на неговата лятна ваканция в Крим. Близките отношения между двамата, въпреки влошаващото се здравословно състояние на Брежнев от средата на 70-те години, остават гаранция за политическата позиция на Живков в България. Тодор Живков съвсем открито настоява, например на срещата между Брежнев и източноевропейските комунистически лидери, състояла се в Крим през август 1978 г., България да бъде третирана от Москва като обикновена съветска република.
От 60-те години на XX век и особено след смъртта на съпругата му в основно развлечение на Живков се превръща ловът – за тази цел „Държавна сигурност“ създава редица ловни стопанства в страната, изразходва значителни средства за ловно оборудване и организиране на ловни излети, включително в екзотични страни. Около него се оформя неформално лично обкръжение, станало известно като „ловната дружинка“ и действащо като съветнически щаб, в което влизат Ангел Балевски, Пантелей Зарев, Георги Джагаров, Емилиян Станев, Стефан Гецов, Любомир Левчев, Величко Минеков и други. Живков се отнася със страст към лова и особено се гордее с ценни ловни трофеи, поставили национални и световни рекорди, като дивата свиня, отстреляна на 12 октомври 1986 година в ловния резерват „Карамуш“, с която подобрява предишния световен рекорд от 1936 година.

По време на неговото управление, особено във втората му половина, са публикувани множество книги на политическа тематика с автор Тодор Живков. Те са писани от негови сътрудници, но за публикуването им той получава парично възнаграждение, изчислявано по специална завишена тарифа. Така за периода 1976 – 1989 година Т. Живков получава хонорари за огромната за времето си сума от 1 165 652 лева (след облагане с данъци). По-късно самият той твърди, че е раздал тези пари за обществени цели, но няма доказателства за това. Сътрудникът в кабинета му Костадин Чакъров обаче съобщава, че в съда по Дело № 1 са представени безспорни доказателства, че „от начислените 1 300 000 лева хонорар е платен данък от 500 000 лева, а останалата сума от над 650 000 лева“ е внесена в касата на ЦК на БКП „със скромен ритуал“ (отразено във вестниците), при който Живков казва:
| „ | Тези „Събрани съчинения“ не са мое дело, а дело на колективния ум и воля на цялата партия. | “ |

В края на 1977 и началото на 1978 година емигриралият във Великобритания писател Георги Марков прочита в българоезичните предавания на радио Би Би Си поредица свои есета, в които коментира личните качества на Живков, с когото се е срещал лично, бидейки в неговото обкръжение. Това предизвиква рязка реакция на Живков и през следващите месеци на британския посланик в София неколкократно са поставяни искания Би Би Си да спре „да оскърбява наши ръководители, в това число даже нашия държавен глава др. Тодор Живков“. Макар и недоказано, някои продължават да твърдят, че по лично настояване на Живков и въпреки собствените му резерви към този начин на действие, съветските тайни служби оказват съдействие на българската „Държавна сигурност“ за организирането на атентат срещу Марков, който е убит в Лондон на 7 септември 1978 година, на 67-ия рожден ден на Живков.

#### Управление през 80-те години на XX век
От 4 април 1981 г., избран от 12-ия конгрес на БКП, до свалянето му на 10 ноември 1989 г. е генерален секретар на ЦК на БКП. Същевременно смъртта на съветския партиен лидер Леонид Брежнев през 1982 година и невъзможността на Живков да установи близки лични отношения с неговите наследници (Юрий Андропов и Константин Черненко) стават причина той да се безпокои за положението си начело на страната и го правят нервен и подозрителен към приближените му.
През лятото на 1981 година смъртта на дъщеря му Людмила Живкова се превръща в тежък удар за Живков, в личен и в политически план, доколкото тя е член на Политбюро и се счита, че я подготвя за свой наследник. През следващите месеци избягва участие в публични мероприятия, а малко по-късно отстранява някои близки до нея функционери, като своя партиен заместник Александър Лилов. Живков осиновява своята внучка Евгения, но през следващите години все повече се отчуждава от останалите членове на семейството си и се премества да живее отделно от тях в новопостроената Резиденция „Банкя“.
През май 1984 година на заседание на Политбюро е взето решение за провеждане на последния, най-интензивния етап на т.нар. „Възродителен процес“ – принудително преименуване на българските турци, което е реализирано през следващата зима. Живков заявява, че взима това решение на своя отговорност – използвайки позицията си на неоспорим лидер на режима, той смята по този начин да разреши дългосрочен национален проблем, което би било трудно за някой бъдещ ръководител с неукрепнал авторитет. Въпреки това след края на режима твърди, че не е знаел предварително за преименуванията и че те са спонтанно движение, възникнало по места.
През 1985 година в Съветския съюз идва на власт Михаил Горбачов, който започва т.нар. Перестройка – относителна политическа либерализация, която да доведе до обновление в съветския обществен живот. Живков прави опит да постигне сближаване и с новия съветски лидер, но не постига успех. Стремежът му да демонстрира лоялност, декларирайки желание за реформи на режима, е приет от Горбачов като желание да го поучава и да насочва политиката му.
Първоначално отношенията между Живков и Горбачов изглеждат добри. Още през юни 1985 година Живков прави кратко посещение в Москва, където Горбачов го награждава отново с орден „Ленин“, а през октомври Горбачов прави първото си официално посещение в страна от Източния блок именно в България. През следващите месеци обаче политиката на Горбачов, диктувана от стопанската криза в самия Съветски съюз, на ограничаване на съветските покупки и помощ за някои страни от Съвета за икономическа взаимопомощ (дори субсидии за Монголия, Куба, Виетнам) предизвиква напрежение и опасения на Живков за стопанските последици за България.
На 13-ия конгрес на БКП през април 1986 г. Тодор Живков е преизбран за генерален секретар на ЦК на БКП, а на 18 юни – за председател на Държавния съвет на НРБ. Още през март 1986 г. разработва Концепция за технологично обновление в НРБ, с което за пръв път показва, че независимо от отхвърлянето на Перестройката, НРБ подкрепя реформи, които да дадат нови пътища на социализма. През юли 1987 г. на проведения Юлски пленум на ЦК на БКП Тодор Живков официално обявява реформена икономическа програма, известна като Юлска концепция, която трябва да преустрои социализма – чрез въвеждане на елементи на пазарна икономика и ограничена демокрация, но без да изменя основния курс от предходните десетилетия. Някои части от Юлската концепция Тодор Живков черпи от провежданите в Китай икономически реформи, с които се запознава отблизо при официално посещение от 6 до 9 май 1987 г. и води разговори с Дън Сяопин и Джао Дзъян. На 6-а сесия на IX народно събрание на 18 август 1987 г. е прието решение за обединяване на министерства чрез създаване на т. нар. суперминистерства. На тази основа през следващия период 1987 – 1989 г. се приемат редица решения за конкретно преустройство на икономиката.
През октомври 1987 година Живков е извикан в Москва, за обсъждане с Горбачов на Юлската концепция. Той е критикуван за прекалената радикалност на предвижданите реформи, както и за конкретни, смятани за антисъветски действия, като прекратеното малко по-рано под съветски натиск сътрудничество с японската компания „Кобе Стийл“ за изграждането в Радомир на Завода за тежко машиностроене. Все пак, въпреки първоначалните си опасения, Живков успява да убеди Горбачов в своята лоялност и да запази постовете си. През следващите месеци прави отстъпки пред съветската страна, отстранявайки някои свои приближени, като Огнян Дойнов и Нико Яхиел.
В средата на 80-те години финансовото положение на България отново се влошава заради девалвацията на долара, спада на ефективността на външноикономическата дейност и фалити на български длъжници в Третия свят. В края на 80-те страната навлиза в рецесия и в поредната дългова криза, а Живков прави трескави опити за реорганизация на неефективната икономика, най-мащабен сред които става т.нар. Юлска концепция от 1987 година. В търсене на икономическа подкрепа се обявява за плътно следване на съветската политика (макар че фактически само частично е възприета политиката на Горбачов), дори подава оставка като партиен лидер, която е отхвърлена категорично от Политбюро на 12 ноември 1988 г.
По онова време сред управляващите нарастват притесненията от провал на Възродителния процес, който довежда до консолидиране на турската общност и противопоставянето ѝ на режима, както и от задълбочаващи се външнополитически проблеми. За разлика от някои партийни функционери, които предлагат смекчаване на мерките, Тодор Живков се застъпва активно за тяхното задълбочаване, поставяйки през май 1989 година началото на масовото изселване на български турци в Турция. То предизвиква незабавен ефект върху вече навлязлата в рецесия икономика, като 170 хиляди души напускат работните си места, разстройвайки цели стопански сектори, а други заминават да ги заместят на критичните места.

### Падането на комунизма, 1989
Изправен пред задълбочаващата се икономическа криза в страната, от пролетта на 1989 година Живков започва да подготвя пакет от мерки, които да бъдат обявени на пленум на ЦК в края на годината. Тази задача е възложена на вицепремиера Петко Данчев и председателя на Българската народна банка Васил Коларов, тъй като той обвинява за провалите на стопанските планове през последните години икономическия екип в Министерския съвет, най-вече премиера Георги Атанасов и министрите Андрей Луканов и Стоян Овчаров.
Заради влошеното си здраве Тодор Живков прекарва лятото на 1989 година в резиденцията „Евксиноград“, но междувременно стават все по-явни признаците, че е загубил съветската подкрепа. На 7 и 8 юли 1989 г. е в Букурещ за среща на най-високо равнище на страните от Организацията на Варшавския договор, на която съветският държавен и партиен лидер Михаил Горбачов се среща с придружаващите го военен и външен министър Добри Джуров и Петър Младенов, но не и с него. Живков се връща от отпуск и отпочинал в началото на септември. Първите му думи след завръщането са: „Момчета, какво стана със социализма? Той си отива. Социализмът загуби като система...“. От 24 до 27 септември 1989 г. във Варна се провежда съвещание на секретарите на комунистическите партии. От съветска страна присъства Александър Яковлев. Двамата с Живков се срещат. На 25 октомври Петър Младенов подава оставка, като в писмото си до Политбюро отправя остри критики към Живков за стопанската, икономическа, финансова и политическа криза и изолацията на страната от Съветския съюз, като отбелязва че вече сме „в едно корито с прогнилия диктаторски семеен режим на Чаушеску“ и добавя: „със своята политика Тодор Живков изхвърли България извън бързея на времето“. На 26 октомври пред градинката на „Кристал“ членове на „Екогласност“ събират подписка от гражданите срещу хидропроектите „Рила“ и „Места“, която да бъде внесена в Народното събрание. Държавна сигурност разпръсква със сила хората. По това време в София се провежда Европейската среща за опазване на околната среда на Съвещанието за сигурност и сътрудничество. Притесненията на Живков се засилват и от проведената на 3 ноември, въпреки полицейските мерки, демонстрация на опозиционната организация „Екогласност“, на която се събират 4000 души. Това е първата демонстрация против управлението на дългогодишния генерален секретар на БКП.
На 3 ноември Живков се среща с току-що върналия се в страната съветски посланик Виктор Шарапов, след което заминава за Правец, където с Петко Данчев и Васил Коларов работи по стопанската програма, която трябва да се представи на Ноемврийския пленум. На 6 и 7 ноември той има още 3 отделни срещи с Шарапов. По време на тези разговори се обсъжда наследникът на Живков начело на режима, като самият Живков предлага Александър Лилов, а от съветска страна настояват за член на Политбюро, като Петър Младенов.
На 8 ноември при Тодор Живков идват близките до него членове на Политбюро Добри Джуров, Йордан Йотов и Димитър Станишев, които го убеждават да подаде оставка. Същия ден отново се среща със съветския посланик, а следващия ден провежда поредица от срещи с най-близкото си обкръжение. На започналото в 17 часа на 9 ноември заседание на Политбюро Тодор Живков подава оставката си, която е приета и е взето решение мястото му да бъде заето от Петър Младенов. След заседанието Живков лично уведомява за резултата Виктор Шарапов. На продължилия на 10 ноември 1989 година Ноемврийски пленум на ЦК на БКП Тодор Живков е освободен от поста генерален секретар на ЦК на БКП. Освобождавайки го от функциите му, пленумът му изказва и благодарност за неговата дейност дотогава, а Петър Младенов в речта си изпраща Живков на „заслужен отдих“. Новината за смяната на Живков вече се разпространява в цялата страна, но първо прозвучава от вълните на БНР, точно в 18 часа. Преходът към демокрация и пазарна икономика започва. На 11-ата сесия на IX народно събрание на 17 ноември 1989 г. Тодор Живков е освободен и от длъжността председател на Държавния съвет на НРБ. На следващия пленум на ЦК на БКП (13 декември 1989 г.) той е порицан и изключен от партията. Малко преди смъртта му Живков е реабилитиран от БСП.

### Последни години
Живков е арестуван на 18 януари 1990 г. и е обвинен в редица престъпления. През юли 1990 г. мярката му за неотклонение „задържане под стража“ е заменена с „домашен арест“. Главната прокуратура започва срещу него 5 дела.
- През 1990 г. е образувано дело за насилствената смяна на имената на българските турци и принудителното им изселване от 1984 г. до 1989 г. В периода до 1998 г. Върховният съд връща делото 4 пъти за доразследване във Военната прокуратура.
- На 25 февруари 1991 г. започва процес за незаконно раздаване на апартаменти, коли и представителни пари от УБО. На 4 септември 1992 г. Върховният съд го признава за виновен и го осъжда на 7 г. лишаване от свобода и да върне на държавата 7 млн. лева. През януари 1994 г. присъдата е потвърдена. На 9 февруари 1996 г. общото събрание на наказателните колегии отменя присъдата му.
- На 8 юни 1993 г. е образувано делото за т.нар. „лагери на смъртта“.
- Привлечен е като обвиняем и по делото (Дело № 3) за отпускане на несъбираеми кредити и помощи на развиващи се държави, заедно с още 21 бивши заместник-председатели на Министерския съвет и секретари на ЦК на БКП.
- Обвинен е и по т.нар. дело „Фонд Москва“ (Дело № 2) за подпомагане на международното комунистическо движение.

Делата срещу Тодор Живков са прекратени с неговата смърт.
Тодор Живков умира на 5 август 1998 година в София. Според официалната информация на БТА, той издъхва в 20:05 след триседмична мозъчна кома. Правителството отхвърля настояванията на семейството му и на Българската социалистическа партия той да бъде погребан с държавни почести.

## Критики и спорни въпроси

### Резерв на БНБ
В условия на затруднена платежоспособност, породила необходимост да се осигурят средства за погасяването на предстоящи падежи по дългове към западни банки, през 1960 г. Живков лично се обръща с писмено предложение до първия секретар на ЦК на КПСС Никита Хрушчов с молба СССР да закупи резерва на БНБ, натрупан в продължение на 66 години – от Освобождението през 1878 г. до 1944 г., от 22 тона злато и 50 тона сребро срещу конвертируема капиталистическа валута.

### 16-а република на СССР
На 4 декември 1963 г. Живков в качеството си на първи секретар на ЦК на БКП и министър-председател на България внася предложение пред пленума на ЦК на БКП за най-тясно сближаване и в перспектива за сливане на Народна република България със СССР, като така тя бъде превърната в 16-а съюзна република на СССР и лишена от национална независимост. Въпреки че това според тогавашното законодателство представлява държавна измяна, пленумът го одобрява единодушно. Предложението е отхвърлено по-късно от СССР, но Живков утвърждава своята преданост. Той подновява предложението си през 1973 година на пленума на ЦК на БКП от 17 до 19 юли, без предварително да го е съгласувал с Леонид Брежнев и ЦК на КПСС. Участващите приветстват идеята и го възхваляват за предлагането ѝ чрез документа „Основни насоки за развитието на всестранното сътрудничество със СССР в етапа на изграждане на развито социалистическо общество в НРБ“. И в следващите години Тодор Живков публично настоява България да бъде третирана от Москва като обикновена съветска република (среща на Брежнев с източноевропейските комунистически лидери, състояла се в Крим през август 1978 г.).

### Пражката пролет
Решението за участие на България във военната интервенция след Пражката пролет е взето от Министерския съвет, чийто председател е Тодор Живков, със строго секретно постановление № 39 на МС от 20.08.1968 с мотива „за оказване на военна помощ на Чехословашката комунистическа партия и на чехословашкия народ“. Във военната операция участват 12-и и 22-ри мотострелкови полк с численост от 2164 души и танков батальон с 26 танка „Т-34“.

### Възродителен процес
През 1984 г. Централният комитет на Българската комунистическа партия с генерален секретар Тодор Живков взема решение за изпълнение на програма за смяна на имената на българските мюсюлмани – турци, помаци и др. Тази програма остава в историята като „Възродителен процес“, в рамките на който около 850 000 души са принудени да променят арабско-турската си именна система. Наред с това е забранено носенето на шалвари от жените и черни такета за мъжете, сватбите и погребалните ритуали не бива да се извършват според ислямските традиции, забранява се честването на основните мюсюлмански празници Рамазан байрам и Курбан байрам, отменено е и правото да се говори на турски език. В отговор на надигналото се недоволство и противодействие на 29 май 1989 г. в публична реч Живков обявява, че българските турци са свободни да се изселят в Турция. В резултат 300 000 души – половината от засегнатите български турци, се изселват с 3-месечни изходни визи. След изтичането на срока на визите от 3 месеца се завръщат ок. 100 хил. души. Кампанията е наричана от хора и медии „екскурзия“, което става повод събитието по-късно да придобие известност в обществото като Голямата екскурзия.

## Документални филми
- Човека и народа (БНТ 1, България, 2012 г.)
- Последният лов (Би Ти Ви, България, 2011 г.) – филм за отношенията между Тодор Живков и Франц Йозеф Щраус
- Живата история. Изцяло секретно. Тодор Живков. Титанът на отминалата епоха. (Пети канал, Русия, 2008 г.)
- Човек от народа (Българска телевизия, НРБ, 1981 г.)

## Галерия
- Живков заедно с Георги Димитров на конгрес на ОФ, 1946 г.
- Живков на откриването на новите производствени мощности на Пластхим, Ботевград
- Живков на работна обиколка по повод строителството на Девненския промишлен комплекс, 1974 г.
- Работна среща на Живков
- Среща между Тодор Живков и Николае Чаушеску, 1979 г.
- Живков на среща на лидерите на страните от Варшавския договор, 1987 г.
- Тодор Живков на посещение в Берлин по партийни дела, 1963 г.
- Паметник на Живков в Правец
- Бюстът на Тодор Живков в Музея на социалистическото изкуство
- Гробът на Тодор Живков и Мара Малеева в Централните софийски гробища
- Мемориал в чест на 100-годишнината от рождението на Живков и в памет на борците срещу фашизма, гр. Сунгурларе

## Семейство
| Тодор  | Тодор  | Тодор             | Тодор             | Тодор             | Тодор             |                   |                   | Вуна            | Вуна            | Вуна             | Вуна             | Вуна             | Вуна             |                  |                  | Герго           | Герго           | Герго           | Герго           | Герго          | Герго          |                   |                   | Цветана           | Цветана           | Цветана           | Цветана           | Цветана        | Цветана        |                |                | Найден | Найден | Найден           | Найден           | Найден           | Найден           |                  |                  | ?                | ?                | ? | ? | ?                    | ?                    |                      |                      | Атанас               | Атанас               | Атанас | Атанас | Атанас                | Атанас                |                       |                       | ?                     | ?                     | ? | ? | ?      | ?      |        |        |        |        |  |  |  |  |
| Тодор  | Тодор  | Тодор             | Тодор             | Тодор             | Тодор             |                   |                   | Вуна            | Вуна            | Вуна             | Вуна             | Вуна             | Вуна             |                  |                  | Герго           | Герго           | Герго           | Герго           | Герго          | Герго          |                   |                   | Цветана           | Цветана           | Цветана           | Цветана           | Цветана        | Цветана        |                |                | Найден | Найден | Найден           | Найден           | Найден           | Найден           |                  |                  | ?                | ?                | ? | ? | ?                    | ?                    |                      |                      | Атанас               | Атанас               | Атанас | Атанас | Атанас                | Атанас                |                       |                       | ?                     | ?                     | ? | ? | ?      | ?      |        |        |        |        |  |  |  |  |
|        |        |                   |                   |                   |                   |                   |                   |                 |                 |                  |                  |                  |                  |                  |                  |                 |                 |                 |                 |                |                |                   |                   |                   |                   |                   |                   |                |                |                |                |        |        |                  |                  |                  |                  |                  |                  |                  |                  |   |   |                      |                      |                      |                      |                      |                      |        |        |                       |                       |                       |                       |                       |                       |   |   |        |        |        |        |        |        |  |  |  |  |
|        |        |                   |                   | Христо Живков     | Христо Живков     | Христо Живков     | Христо Живков     | Христо Живков   | Христо Живков   |                  |                  |                  |                  |                  |                  |                 |                 |                 |                 | Маруца Гергова | Маруца Гергова | Маруца Гергова    | Маруца Гергова    | Маруца Гергова    | Маруца Гергова    |                   |                   |                |                |                |                |        |        |                  |                  | Христо Малеев    | Христо Малеев    | Христо Малеев    | Христо Малеев    | Христо Малеев    | Христо Малеев    |   |   |                      |                      |                      |                      |                      |                      |        |        | Неделя Алтънкова      | Неделя Алтънкова      | Неделя Алтънкова      | Неделя Алтънкова      | Неделя Алтънкова      | Неделя Алтънкова      |   |   |        |        |        |        |        |        |  |  |  |  |
|        |        |                   |                   | Христо Живков     | Христо Живков     | Христо Живков     | Христо Живков     | Христо Живков   | Христо Живков   |                  |                  |                  |                  |                  |                  |                 |                 |                 |                 | Маруца Гергова | Маруца Гергова | Маруца Гергова    | Маруца Гергова    | Маруца Гергова    | Маруца Гергова    |                   |                   |                |                |                |                |        |        |                  |                  | Христо Малеев    | Христо Малеев    | Христо Малеев    | Христо Малеев    | Христо Малеев    | Христо Малеев    |   |   |                      |                      |                      |                      |                      |                      |        |        | Неделя Алтънкова      | Неделя Алтънкова      | Неделя Алтънкова      | Неделя Алтънкова      | Неделя Алтънкова      | Неделя Алтънкова      |   |   |        |        |        |        |        |        |  |  |  |  |
|        |        |                   |                   |                   |                   |                   |                   |                 |                 |                  |                  |                  |                  |                  |                  |                 |                 |                 |                 |                |                |                   |                   |                   |                   |                   |                   |                |                |                |                |        |        |                  |                  |                  |                  |                  |                  |                  |                  |   |   |                      |                      |                      |                      |                      |                      |        |        |                       |                       |                       |                       |                       |                       |   |   |        |        |        |        |        |        |  |  |  |  |
|        |        |                   |                   |                   |                   |                   |                   |                 |                 |                  |                  |                  |                  |                  |                  |                 |                 |                 |                 |                |                |                   |                   |                   |                   |                   |                   |                |                |                |                |        |        |                  |                  |                  |                  |                  |                  |                  |                  |   |   |                      |                      |                      |                      |                      |                      |        |        |                       |                       |                       |                       |                       |                       |   |   |        |        |        |        |        |        |  |  |  |  |
| Георги | Георги | Георги            | Георги            | Георги            | Георги            |                   |                   | Цветана         | Цветана         | Цветана          | Цветана          | Цветана          | Цветана          |                  |                  | Тодор Живков    | Тодор Живков    | Тодор Живков    | Тодор Живков    | Тодор Живков   | Тодор Живков   |                   |                   |                   |                   |                   |                   |                |                |                |                |        |        |                  |                  |                  |                  |                  |                  |                  |                  |   |   | Мара Малеева-Живкова | Мара Малеева-Живкова | Мара Малеева-Живкова | Мара Малеева-Живкова | Мара Малеева-Живкова | Мара Малеева-Живкова |        |        | Найден                | Найден                | Найден                | Найден                | Найден                | Найден                |   |   | Атанас | Атанас | Атанас | Атанас | Атанас | Атанас |  |  |  |  |
| Георги | Георги | Георги            | Георги            | Георги            | Георги            |                   |                   | Цветана         | Цветана         | Цветана          | Цветана          | Цветана          | Цветана          |                  |                  | Тодор Живков    | Тодор Живков    | Тодор Живков    | Тодор Живков    | Тодор Живков   | Тодор Живков   |                   |                   |                   |                   |                   |                   |                |                |                |                |        |        |                  |                  |                  |                  |                  |                  |                  |                  |   |   | Мара Малеева-Живкова | Мара Малеева-Живкова | Мара Малеева-Живкова | Мара Малеева-Живкова | Мара Малеева-Живкова | Мара Малеева-Живкова |        |        | Найден                | Найден                | Найден                | Найден                | Найден                | Найден                |   |   | Атанас | Атанас | Атанас | Атанас | Атанас | Атанас |  |  |  |  |
|        |        |                   |                   |                   |                   |                   |                   |                 |                 |                  |                  |                  |                  |                  |                  |                 |                 |                 |                 |                |                |                   |                   |                   |                   |                   |                   |                |                |                |                |        |        |                  |                  |                  |                  |                  |                  |                  |                  |   |   |                      |                      |                      |                      |                      |                      |        |        |                       |                       |                       |                       |                       |                       |   |   |        |        |        |        |        |        |  |  |  |  |
|        |        |                   |                   |                   |                   |                   |                   |                 |                 |                  |                  |                  |                  |                  |                  |                 |                 |                 |                 |                |                |                   |                   |                   |                   |                   |                   |                |                |                |                |        |        |                  |                  |                  |                  |                  |                  |                  |                  |   |   |                      |                      |                      |                      |                      |                      |        |        |                       |                       |                       |                       |                       |                       |   |   |        |        |        |        |        |        |  |  |  |  |
|        |        |                   |                   |                   |                   | Любомир Стойчев   | Любомир Стойчев   | Любомир Стойчев | Любомир Стойчев | Любомир Стойчев  | Любомир Стойчев  |                  |                  | Людмила Живкова  | Людмила Живкова  | Людмила Живкова | Людмила Живкова | Людмила Живкова | Людмила Живкова |                |                | Иван Славков      | Иван Славков      | Иван Славков      | Иван Славков      | Иван Славков      | Иван Славков      |                |                |                |                |        |        |                  |                  | Маруся Мирчевска | Маруся Мирчевска | Маруся Мирчевска | Маруся Мирчевска | Маруся Мирчевска | Маруся Мирчевска |   |   | Владимир Живков      | Владимир Живков      | Владимир Живков      | Владимир Живков      | Владимир Живков      | Владимир Живков      |        |        | Валентина Станимирова | Валентина Станимирова | Валентина Станимирова | Валентина Станимирова | Валентина Станимирова | Валентина Станимирова |   |   | Вяра   | Вяра   | Вяра   | Вяра   | Вяра   | Вяра   |  |  |  |  |
|        |        |                   |                   |                   |                   | Любомир Стойчев   | Любомир Стойчев   | Любомир Стойчев | Любомир Стойчев | Любомир Стойчев  | Любомир Стойчев  |                  |                  | Людмила Живкова  | Людмила Живкова  | Людмила Живкова | Людмила Живкова | Людмила Живкова | Людмила Живкова |                |                | Иван Славков      | Иван Славков      | Иван Славков      | Иван Славков      | Иван Славков      | Иван Славков      |                |                |                |                |        |        |                  |                  | Маруся Мирчевска | Маруся Мирчевска | Маруся Мирчевска | Маруся Мирчевска | Маруся Мирчевска | Маруся Мирчевска |   |   | Владимир Живков      | Владимир Живков      | Владимир Живков      | Владимир Живков      | Владимир Живков      | Владимир Живков      |        |        | Валентина Станимирова | Валентина Станимирова | Валентина Станимирова | Валентина Станимирова | Валентина Станимирова | Валентина Станимирова |   |   | Вяра   | Вяра   | Вяра   | Вяра   | Вяра   | Вяра   |  |  |  |  |
|        |        |                   |                   |                   |                   |                   |                   |                 |                 |                  |                  |                  |                  |                  |                  |                 |                 |                 |                 |                |                |                   |                   |                   |                   |                   |                   |                |                |                |                |        |        |                  |                  |                  |                  |                  |                  |                  |                  |   |   |                      |                      |                      |                      |                      |                      |        |        |                       |                       |                       |                       |                       |                       |   |   |        |        |        |        |        |        |  |  |  |  |
|        |        | Андрей Стефанов   | Андрей Стефанов   | Андрей Стефанов   | Андрей Стефанов   | Андрей Стефанов   | Андрей Стефанов   |                 |                 | Евгения Живкова  | Евгения Живкова  | Евгения Живкова  | Евгения Живкова  | Евгения Живкова  | Евгения Живкова  |                 |                 | Тодор Славков   | Тодор Славков   | Тодор Славков  | Тодор Славков  | Тодор Славков     | Тодор Славков     |                   |                   | Силвия Пантева    | Силвия Пантева    | Силвия Пантева | Силвия Пантева | Силвия Пантева | Силвия Пантева |        |        | Елизабет Живкова | Елизабет Живкова | Елизабет Живкова | Елизабет Живкова | Елизабет Живкова | Елизабет Живкова |                  |                  |   |   |                      |                      | Дора                 | Дора                 | Дора                 | Дора                 | Дора   | Дора   |                       |                       |                       |                       |                       |                       |   |   |        |        |        |        |        |        |  |  |  |  |
|        |        | Андрей Стефанов   | Андрей Стефанов   | Андрей Стефанов   | Андрей Стефанов   | Андрей Стефанов   | Андрей Стефанов   |                 |                 | Евгения Живкова  | Евгения Живкова  | Евгения Живкова  | Евгения Живкова  | Евгения Живкова  | Евгения Живкова  |                 |                 | Тодор Славков   | Тодор Славков   | Тодор Славков  | Тодор Славков  | Тодор Славков     | Тодор Славков     |                   |                   | Силвия Пантева    | Силвия Пантева    | Силвия Пантева | Силвия Пантева | Силвия Пантева | Силвия Пантева |        |        | Елизабет Живкова | Елизабет Живкова | Елизабет Живкова | Елизабет Живкова | Елизабет Живкова | Елизабет Живкова |                  |                  |   |   |                      |                      | Дора                 | Дора                 | Дора                 | Дора                 | Дора   | Дора   |                       |                       |                       |                       |                       |                       |   |   |        |        |        |        |        |        |  |  |  |  |
|        |        |                   |                   |                   |                   |                   |                   |                 |                 |                  |                  |                  |                  |                  |                  |                 |                 |                 |                 |                |                |                   |                   |                   |                   |                   |                   |                |                |                |                |        |        |                  |                  |                  |                  |                  |                  |                  |                  |   |   |                      |                      |                      |                      |                      |                      |        |        |                       |                       |                       |                       |                       |                       |   |   |        |        |        |        |        |        |  |  |  |  |
|        |        |                   |                   |                   |                   |                   |                   |                 |                 |                  |                  |                  |                  |                  |                  |                 |                 |                 |                 |                |                |                   |                   |                   |                   |                   |                   |                |                |                |                |        |        |                  |                  |                  |                  |                  |                  |                  |                  |   |   |                      |                      |                      |                      |                      |                      |        |        |                       |                       |                       |                       |                       |                       |   |   |        |        |        |        |        |        |  |  |  |  |
|        |        | Людмила Стефанова | Людмила Стефанова | Людмила Стефанова | Людмила Стефанова | Людмила Стефанова | Людмила Стефанова |                 |                 | Андреа Стефанова | Андреа Стефанова | Андреа Стефанова | Андреа Стефанова | Андреа Стефанова | Андреа Стефанова |                 |                 |                 |                 |                |                | Катерина Славкова | Катерина Славкова | Катерина Славкова | Катерина Славкова | Катерина Славкова | Катерина Славкова |                |                |                |                |        |        |                  |                  |                  |                  |                  |                  |                  |                  |   |   |                      |                      |                      |                      |                      |                      |        |        |                       |                       |                       |                       |                       |                       |   |   |        |        |        |        |        |        |  |  |  |  |

## Памет
На 7 септември 2001 г. в родния му град Правец е открит негов паметник по повод 90-годишнината от рождението му, със средства, дарени от неговите съграждани.

През ноември 2010 г. премиерът на България – Бойко Борисов заявява по телевизията:
| „ | Една стотна от това, което е построил за България Тодор Живков и което е направено за тези години, да направим, да достигнем икономическия ръст на тогавашната държава, би било огромен успех за всяко правителство. Фактът, че 20 години след падането му от власт никой не го е забравил, показва, че доста неща са били направени. 20 години ние само приватизираме това, което е било построено тогава. | “ |

На 1 май 2011 г. на традиционната манифестация в Правец по случай Деня на труда гражданите носят плакат на Тодор Живков с лозунг:
| „ | 22 години без Тошо от ден на ден става по-лошо | “ |

На 7 септември 2011 г. в Правец се провеждат масови тържества по случай 100-годишнината от рождението на Тодор Живков. По този повод критици на социализма в България пишат:
| „ | Може ли в източните провинции на Германия да има честване на годишнина на Хонекер? А в Полша – на Герек? В Чехия – на Хусак? Пак ще удивим Европата като единствените, дето носят цветя и венци на диктатора си, който ги е яхал толкова години. И го честваме не приживе и задължително – като в Куба, а доста години след смъртта му и доброволно... Устните разкази на баби и дядовци най-лесно заразяват внуците без имунитет с вируса на носталгията. | “ |

На 5 август 2019 г. в Смолян са разлепени некролози на Тодор Живков с текст:
| „ | В една безпристрастна история, Живков ще бъде звезда, защото за свойта България, като Ботев докрай изгоря. | “ |

Некролозите са подписани от инж. Петко Коцев „Човек от народа“ и симпатизанти от Смолян. През 2011 г. Коцев публикува във вестник Дума друго стихотворение, посветено на Тодор Живков. Противниците на Живков от своя страна сравняват тези настроения с хипотетична носталгия по османското робство.
Проучване на общественото мнение, проведено от „Галъп интернешънъл“, по метода „лице в лице“, 30 години след Ноемврийския пленум на ЦК на БКП (между 1 и 8 ноември 2019 г.), сред 835 пълнолетни българи, на които е зададен въпроса „Моля, да ми кажете съгласен/сна ли сте или не сте съгласен/сна с всяко едно от следните твърдения“, показва следните резултати:
| Твърдение                      | Отговори, %  | Отговори, %     | Отговори, % |
| ------------------------------ | ------------ | --------------- | ----------- |
| Твърдение                      | Съгласен съм | Не съм съгласен | Не знам     |
| При Тодор Живков беше по-добре | 45           | 22              | 33          |
| Демокрацията ни отне много     | 54           | 30              | 16          |

## Награди
- два пъти удостоен с почетното звание „Герой на Народна република България“ (1971, 1981)
- „Герой на социалистическия труд“ (1961)
- Орден „Георги Димитров“ (1966)
- Орден „Георги Димитров“ (1971)
- Орден „Георги Димитров“ (1981)
- Орден „Георги Димитров“ (1986)
- Орден „13 века България“ (1984)
- Почетно звание „Герой на Съветския съюз“ (1977)
- Орден „Ленин“
- Орден „Ленин“
- Орден „Ленин“[137]
- Орден „Сухе Батор“(1973)
- Орден „Октомврийска революция“
- Лауреат на Международната Димитровска награда за мир и социален прогрес в света
- Орден „Звездата на Румъния“
- Орден „Победата на социализма“ (Румъния)
- Орден Карл Маркс (ГДР)
- Орден Карл Маркс ‎(ГДР)
- Орден Карл Маркс (ГДР)
- Орден „Клемент Готвалд“ (Чехословашка социалистическа република)
- Орден „Югославска звезда“ (СФРЮ)
- Орден „Хосе Марти“ (Куба)
- Орден „За заслуги“ (Сирийска арабска република)
- Орден на Почетния легион – Велик кръст с лента (Франция)
- Орден на Спасителя (Гърция)
- Висш Орден на Хризантемата (Япония)
- Ацтекски орел огърлие (Мексико)
- Орден на Нил (Египет)
- Медал „30 години от Победата над фашистка Германия“ – (1975)[138].
- Медал „40 години от Победата над Хитлерофашизма“ – (1985)[139].
- Медал „1300 години България“ (1981)
- ‎Медал „40 години от Социалистическата революция в България“ – (1984)
- Медал „90 години от рождението на Георги Димитров“ – (1972)
- Медал „100 години от рождението на Георги Димитров“ – (1982)>
- ‎Медал „25 години Народна власт“ – (1969)
- Медал „50 години от юнското антифашистко въстание“ – (1973)
- ‎Медал „Отечествена война 1944 – 1945“ – (1947)
- ‎Медал „100 години Априлско въстание“ – (1976)
- Медал „100 години от освобождението на България от османско иго“-(1978)